# Hoàng nhung nhiều thân
Xem thêm bài định hướng Rau khúc nếp để biết thêm về loài có thể cùng tên....
Gnaphalium polycaulon trong tiếng Việt gọi là Rau khúc, Rau khúc nếp, Hoàng nhung nhiều thân nằm trong họ Cúc. Là loài thân thảo hàng năm, cao khoảng 15 cm. Lá đơn nguyên mọc cách. Phiến lá có màu xám xanh dài từ 1-4,5 cm, rộng từ 2-9mm. Hoa màu vàng rơm, xuất hiện từ tháng 7-12. Cây thường mọc ở chỗ đất ẩm ướt ngoài đồng ruộng, dọc kênh mương.